# Françafrique (livre)
Pour les articles homonymes, voir France-Afrique.
La Françafrique, le plus long scandale de la République est un essai écrit par François-Xavier Verschave, auteur de nombreux autres ouvrages sur les relations franco-africaines et ancien président de l'association Survie. Cet ouvrage a été publié par Stock en 1998.

## Concept de la Françafrique chez Verschave

### Présentation et origines du mot
L'ancien président de la Côte d’Ivoire Félix Houphouët-Boigny utilisa l'expression France-Afrique en 1955 pour définir les bonnes relations qu’il voulait établir avec la France. L'expression dérivée « Françafrique » a ensuite été forgée par François-Xavier Verschave.
L'auteur décrit alors la Françafrique comme « une nébuleuse d’acteurs économiques, politiques et militaires, en France et en Afrique, organisée en réseaux et lobbies, et polarisé sur l’accaparement de deux rentes : les matières premières et l’Aide publique au développement. La logique de cette ponction est d’interdire l’initiative hors du cercle des initiés. Le système autodégradant se recycle dans la criminalisation. Il est naturellement hostile à la démocratie ».
Il fait alors remonter les origines de cette nébuleuse à 1960 lorsque De Gaulle accorde l’indépendance aux colonies d’Afrique Noire et créé les « réseaux Foccart ».

### Motivations
La mise en place de ce système aurait eu plusieurs types de motivations : 
- Assurer la place de l'État français au niveau international, grâce à une « sphère d’influence » en Afrique francophone garantissant un nombre important de votes à l'assemblée générale de l’ONU.
- Un accès privilégié aux matières premières stratégiques, fort nombreuses dans la région, soit l'« exploitation des rentes ».
- La corruption et le détournement de l’aide publique au développement au profit d'intermédiaires divers, d'hommes politiques français et africains, et des grands partis politiques français, avec son corollaire : les trafics délictueux ou criminels.
- Le rôle de l'État français durant la Guerre froide, sous-traitant des États-Unis en Afrique.
- La défense de la Francophonie, allant de pair avec une volonté de contrer l'hégémonie grandissante de la culture anglo-saxonne dans le monde.
- La poursuite de la « grande politique arabe » de l'État français.
- Le corporatisme et la défense mutuelle d'intérêts au sein des réseaux.

### Méthodes de la françafrique
Selon la thèse de Verschave, une grande majorité de présidents et dictateurs africains des anciennes colonies françaises ont été mis en place, soutenus et protégés par l'État français. Il cite ainsi Omar Bongo (Gabon), Gnassingbé Eyadéma (Togo), Paul Biya (Cameroun), Denis Sassou-Nguesso (Congo), Blaise Compaoré (Burkina Faso), ou Idriss Déby (Tchad).
On note l'inaction face à des guerres reposant sur des schémas ethniques, comme l'extermination des Tutsi au Rwanda voire leur encouragement.

## Thèses du livre
Chaque chapitre du livre mentionne ces accords secrets, ces "coups tordus", ces manipulations fomentés par plusieurs personnes proches des milieux mafieux, FN, francs-maçons, contre la démocratie et les opposants politiques de plusieurs pays d'Afrique. Le livre regorge d'exemples historiques, avec à chaque fois des références aux sources.

### Réseaux françafricains
D'après François-Xavier Verschave, la Françafrique se caractérise par de nombreux réseaux d'influence aux motivations variées.

#### Réseaux politico-affairistes
Le principal d’entre eux serait le réseau  Foccart, du nom de l’instigateur de ce système, responsable de la cellule Afrique de l’Élysée sous De Gaulle, et acteur de premier plan dans les relations franco-africaines jusqu’à sa mort en 1997. Son influence aurait reculé au cours des années 1980, au profit des réseaux néo-gaullistes de Charles Pasqua et des réseaux mitterrandiens. Jacques Chirac serait l’héritier de ce réseau.
Dans les pays d’Afrique francophone nouvellement indépendants, au début des années 1960, Jacques Foccart aurait œuvré à la mise en place de dirigeants "amis". Les mouvements démocratiques échappant à la sphère d’influence de l'État français auraient été systématiquement combattus par des moyens économiques, diplomatiques et militaires, y compris par l'encouragement de guerres, assassinats et fraudes électorales.

#### Grandes entreprises
Le maintien du système françafricain permettrait à certaines entreprises de continuer à assurer une domination économique en Afrique francophone, bien que remise en cause actuellement par de nouveaux acteurs (États-Unis, Chine). L’exemple le plus significatif est celui de l’entreprise pétrolière Elf, qui aurait « fait » la politique de l'État français au Gabon, au Cameroun, au Nigéria au Congo-Brazzaville et en Angola, et aurait même été responsable de l’éclatement ou de la poursuite de guerres civiles dans ces trois derniers pays.
En position de monopole dans certains secteurs  de certains pays, Bouygues (services publics) et Bolloré (transports, logistique) sont également montrés du doigt. La position hégémonique de ces entreprises, accusées en outre de bénéficier d’une partie de l’aide publique au développement (APD), s’expliquerait par la collusion avec une partie des dirigeants.

#### Militaires et services secrets
Selon ses détracteurs, la présence militaire française est indissociable du système françafricain, à travers les accords de défense et de coopération militaire. Ceux-ci permettent à la France de conserver un poids prépondérant, par l'encadrement par des officiers français de troupes nationales africaines ou des interventions armées en cas de menaces externes ou internes. Les bases militaires françaises constituent donc des piliers de la Françafrique dans des pays comme le Sénégal, le Gabon, le Tchad ou la Côte d'Ivoire.
Les services secrets (DGSE, DST) sont également désignés comme un élément important de ces réseaux, de par leur collaboration intense avec les services de plusieurs pays africains, pas nécessairement francophones (Angola ou Soudan par exemple).
L'accusation la plus grave porte néanmoins sur l'utilisation de groupes mercenaires, lorsque les services secrets ou les réseaux politico-affairistes, ne veulent pas agir au grand jour. Cette pratique aurait été particulièrement courante sous l'égide de Jacques Foccart. L'État français est donc accusé par Verschave d'avoir rétribué des mercenaires (comme Bob Denard), ou des sociétés spécialisées dans ce type de services (dont celle de Paul Barril), lors de guerres civiles ou de coups d'État.

### Évolutions de la Françafrique
L'auteur estime que les relations françafricaines évoluent lentement. Même si après la chute du Mur de Berlin, de nouvelles exigences démocratiques apparaissent dans un grand nombre de pays africains. Verschave note que François Mitterrand proposait de lier l’aide publique au développement à l’instauration d’un processus de démocratisation, lors du discours de La Baule (1990).
Néanmoins, selon Verschave, l'État français aurait soutenu également un système de fraude électorale massive permettant le maintien en place des dictateurs, appelés maintenant « démocrates » malgré des élections truquées.

### Conséquences désastreuses sur le développement
D'après Verschave, ce système empêche par ailleurs le développement de ces pays. Poussés par l'État français, ces pays auraient mis en place des économies de rente, basées sur le prélèvement de la richesse des matières premières. Les présidents-dictateurs n’auraient alors pas d'intérêt au développement de leur pays. Le développement économique est porteur de dangers car il permet de voir émerger de nouvelles classes de travailleurs et d’entrepreneurs qui, automatiquement, critiqueront l’utilisation de l’argent public. Le système clientéliste ne tiendrait que parce que les populations n’ont d’autre choix que de dépendre de l’État. Quand, par ailleurs, une grande partie de l’aide publique au développement serait détourné au profit des réseaux françafricains et des dictateurs, le développement deviendrait quasiment impossible.
L'apparition du problème de la dette à la fin des années 1970 participe des mêmes mécanismes. On prête à un pays dans le cadre de la coopération. Mais dans un système d’accaparement de rente, le prêt ne peut être productif et il sera massivement détourné de son utilisation. Dans ces conditions le dictateur-président s’enrichit, et son pays s’endette avec le soutien de l'État français qui récupèrerait jusqu'à trois fois sa mise.

### Évolution du concept
La reprise orthographique, Françafrique au lieu de France-Afrique, du concept des relations entre l'État français et les États africains développé par François-Xavier Verschave, sans pour autant vouloir se référer à son créateur, montre que cette expression est revendiquée pour exprimer plusieurs manières d'interpréter les relations entre l'État français et ses homologues africains. Ces diverses interprétations suscitent des débats et des controverses.
Voir article détaillé Françafrique (médias)

## Cas développés dans le livre

### Paysbamiléké
Verschave accuse la France d'avoir participé à des massacres au Cameroun dans les années 1960. D'après lui, ces massacres auraient causé entre 40 000 et 400 000 morts au Cameroun.

### Sylvanus Olympio
Gnassingbé Eyadéma est accusé d'avoir tué en personne Sylvanus Olympio, premier président du Togo, en 1963 et d'avoir bénéficié pour ce complot de complicités françaises et américaines.

### Guerre du Biafra
La France est accusée d'avoir, durant la guerre du Biafra (1967-1970), armé et aidé les sécessionnistes. Cette aide, qui avait pour but d'affaiblir le Nigéria et l'influence anglo-saxonne dans la région, aurait encouragé le conflit. Selon l'opinion de l'auteur, elle serait directement responsable avec la Croix-Rouge de la catastrophe humanitaire de l'époque.

### Outel Bono
Verschave entend dénoncer l'assassinat du Docteur Outel Bono, opposant au régime de Tombalbaye (Tchad) qui a été assassiné à Paris en 1973 et les complicités supposés des « services » français dans cette affaire au terme d'un complot.

### Dulcie September
Dans ce chapitre, François-Xavier Verschave explore les raisons de l'assassinat en 1988 de la représentante de l'ANC à Paris, Dulcie September et dénonce une complicité puis un étouffement de l'affaire par les autorités françaises.

## Réception

### Sortie du livre
Le livre fit grand bruit dans le courant politique altermondialiste. Il est une référence pour dénoncer les politiques de l'État français sur ce continent. L'association Survie fait partie du collège des fondateurs d'Attac et son ancien président François-Xavier Verschave était une figure du mouvement. Son livre a fait l'objet de nombreux débats et conférences au sein des associations locales altermondialistes, qui ont eu un rôle non négligeable pour la promotion de cet ouvrage. François-Xavier Verschave publiait d'ailleurs des textes sur le site de l'association altermondialiste ATTAC.
Le chanteur ivoirien Tiken Jah Fakoly, à la suite de sa rencontre avec François-Xavier Verschave, a sorti un album en 2002 intitulé "Françafrique", dans lequel il dénonce également l'attitude de l'État français en Afrique.
Ce livre a été critiqué par Hugo Toupin et Les Yeux du monde pour son caractère polémique et son approche spectaculaire.

### Procès de la suite du livre
L'auteurn du livre Françafrique a été attaqué pour diffamation par un des hommes politiques cité, Charles Pasqua,. Il a été condamné  à verser 1 franc de dommages et intérêts au plaignant, le tribunal jugeant que certaines expressions dans l'ouvrage manquaient de prudence dans leur formulation.
La parution d'une suite, Noir Silence, qui arrêtera la Françafrique ? provoque cette fois l'ire de certains dirigeants africains. Trois d'entre eux lancent à nouveau des poursuites judiciaires en France contre l'auteur,. Radio France internationale note à ce sujet que le « deuxième ouvrage est celui qui aura provoqué le plus de réactions ».

### Critiques postérieures
En 2012, Pierre Péan considère que le concept de Françafrique dénoncé dans le livre de F-X Verschave ne correspond plus à la réalité et que, par son caractère globalisant, il empêche de réaliser des analyses des relations entre la France et les différents états africains.

## Postérité
L'auteur a publié en 2000 une suite : France Afrique, le crime continue.
Un chapitre du livre a servi de base à une émission Rendez-vous avec X sur France Inter en 2014.
Cette même année, Thomas Noirot et Fabrice Tarrit publient Françafrique. La famille recomposée qui compare la situation décrite par F-X Verschave en 1998, notamment le système des 3 E (Élysée, états-majors, entreprises), avec la situation du 21e siècle.